# Meslay-du-Maine
Meslay-du-Maine è un comune francese di 2 768 abitanti situato nel dipartimento della Mayenne nella regione dei Paesi della Loira.

## Società

### Evoluzione demografica
Abitanti censiti